# McCullom Lake
McCullom Lake est un village du comté de McHenry dans l'Illinois, aux États-Unis,. Situé au sud du comté, il est incorporé le 31 mai 1955.

## Démographie
Lors du recensement de 2010, le village comptait une population de 1 049 habitants. Elle est estimée, en 2016, à 1 012 habitants.

### Source de la traduction
- (en) Cet article est partiellement ou en totalité issu de l’article de Wikipédia en anglais intitulé « McCullom Lake, Illinois » (voir la liste des auteurs).